# Wenzel I. (Liegnitz)

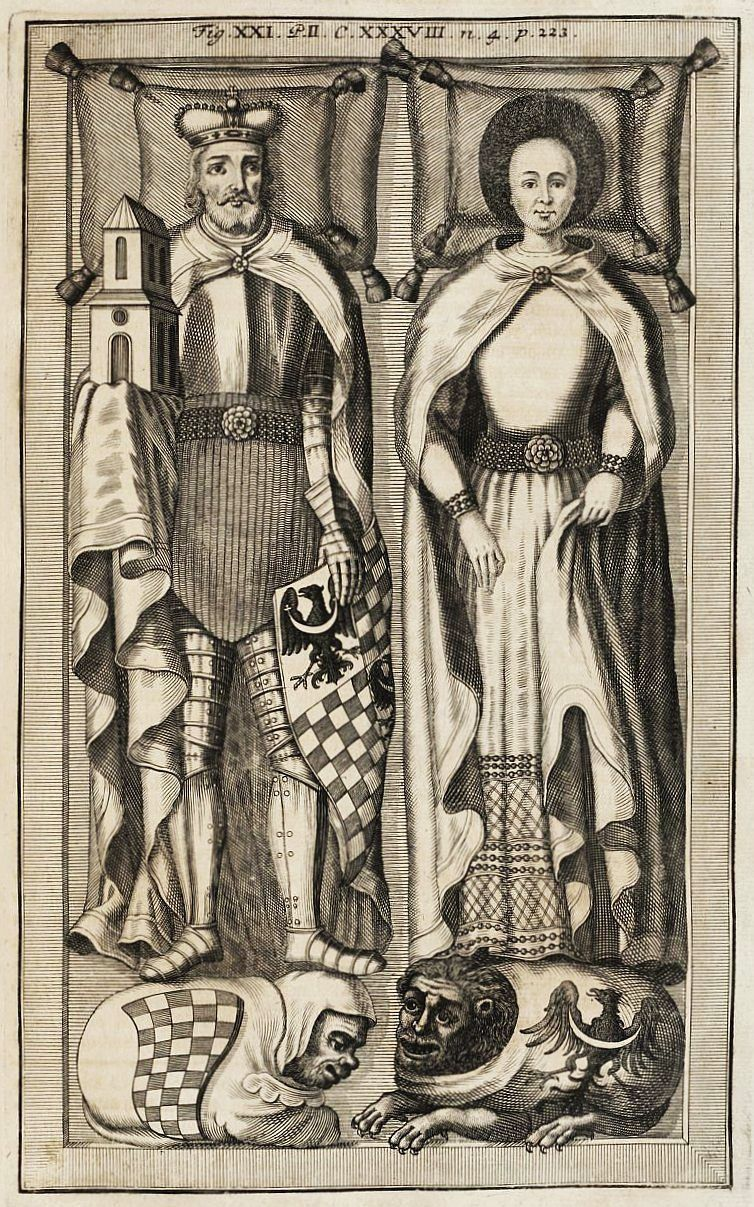
Wenzel I. von Liegnitz und Anna von Teschen. Kupferstich, 1733

Wenzel I. von Liegnitz (* zwischen 1310 und 1318; † 6. Juni 1364) war 1342–1345 gemeinsam mit seinem Bruder Ludwig I. und 1346–1364 alleiniger Herzog von Liegnitz. Er entstammte dem Geschlecht der Schlesischen Piasten.

## Herkunft und Familie
Wenzels Eltern waren Herzog Boleslaw III. von Breslau, Liegnitz und Brieg und Margarethe/Markéta, Tochter des böhmischen Königs Wenzel II.
Zwischen 1338 und 1341 vermählte sich Wenzel mit Anna († 1367), einer Tochter des Teschener Herzogs Kasimir. Der Ehe entstammten die Kinder
- Ruprecht I. († 1409), ⚭ 1372 Hedwig († 1390), Tochter des Herzogs Heinrich V. von Sagan
- Wenzel II. († 1419), Bischof von Lebus und von Breslau
- Boleslaw IV. († 1394),  verunglückte bei einem Reitturnier
- Hedwig († 1409), ⚭ 1372 Heinrich VI. d. Ä. von Sagan sowie
- Heinrich VII. († 1398), Bischof von Kujawien

## Leben
Noch zu seinen Lebzeiten überließ Herzog Boleslaw III. 1342 das verschuldete Herzogtum Liegnitz seinen beiden Söhnen Wenzel und Ludwig, während er selbst weiterhin im Besitz von Brieg blieb. Beide Herzogtümer wurden bereits 1329 von Herzog Boleslaw III. dem böhmischen König Johann von Luxemburg als ein Lehen übergeben. Ihm huldigten 1342 auch die Herzöge Wenzel I. und Ludwig I., die das Herzogtum Liegnitz zunächst gemeinsam regierten. 1344 gründeten sie eine Münze in Liegnitz und kurze Zeit später verliehen sie Nikolstadt das Stadtrecht sowie Bergfreiheit nach dem Vorbild von Goldberg. 1345 teilten sie das Herzogtum Liegnitz, wobei Ludwig den kleineren, östlichen Teil und Wenzel den restlichen Teil mit Haynau, Goldberg und Lüben bekam. Allerdings gelang es Wenzel noch im selben Jahr, an Ludwigs Anteil zu gelangen, während er diesem Lüben sowie eine jährliche Geldzahlung zugestand. 1348 stiftete Wenzel bei der Liegnitzer Kirche zum Heiligen Grabe ein Kollegiatstift und stattete es mit umliegenden Grundstücken aus.
Nach Boleslaws III. Tod 1352 wurde das Herzogtum Brieg von dessen Witwe Katharina Šubić regiert. Sie einigte sich 1356 mit ihren Stiefsöhnen Wenzel und Ludwig in der Weise, dass sie ihr als Wittum auf ihre Lebenszeit die Städte Ohlau und Namslau überließen, die nach ihrem zwei Jahre später erfolgten Tod an  Wenzel fielen. Aus seinem ererbten Besitz verkaufte Wenzel nun halb Ohlau und halb Brieg dem Schweidnitzer Herzog Bolko II. mit der Bestimmung, dass beides an die Herzöge von Liegnitz-Brieg zurückzufallen habe, falls Bolko ohne Nachkommen sterbe.
Nach einer neuerlichen Teilung 1359 behielt Wenzel Liegnitz mit Goldberg, während Ludwig weiterhin im Besitz von Lüben blieb und zusätzlich Haynau sowie je halb von Ohlau und Brieg erhielt. 
Nach dem Tod Wenzels 1364 übernahm sein Bruder Ludwig die Vormundschaft über dessen Söhne Ruprecht I., Wenzel II., Boleslaw IV. und Heinrich VII. Ihm gelang es, einen Teil der verpfändeten Landesteile einzulösen. Die Vormundschaft endete 1368, als Ludwigs Neffe Ruprecht mündig wurde und seinerseits die Vormundschaft über seine jüngeren Brüder übernahm. 
Wenzel I. wurden in einem Sarkophag in der Liegnitzer Peterskirche beigesetzt. Dort fand drei Jahre später auch seine Frau ihre letzte Ruhestätte.